# USS Essex (LHD-2)
USS Essex (LHD-2) là một tàu tấn công đổ bộ lớp Wasp của Hải quân Hoa Kỳ. Nó được đóng bởi công ty đóng tàu Huntington Ingalls Industries (HII) tại Pascagoula, Mississippi, và đưa vào hoạt động từ ngày 17 tháng 10 năm 1992 khi neo đậu tại Căn cứ Không lực Hải quân North Island bên cạnh tàu sân bay Kitty Hawk (CV-63). Đây là tàu thứ năm được đặt tên theo Quận Essex, tiểu bang Massachusetts. Dick Cheney sau đó là Bộ trưởng Quốc phòng dưới thời tổng thống George H. W. Bush, phát biểu tại buổi lễ vận hành. Essex phục vụ như là tàu chỉ huy cho Nhóm tác chiến viễn chinh số 7 đến khi nó được thay thế bằng tàu tấn công đổ bộ Bonhomme Richard (LHD-6) vào ngày 23 tháng 4 năm 2012. Essex đã va chạm với tàu USNS Yukon (T-AO-202) vào tháng 5 năm 2012.